# Вильнюсская улица (Москва)
Ви́льнюсская улица (название с 11 октября 1978 года) — улица в Юго-Западном административном округе города Москвы на территории района Ясенево. Названа в 1978 году по городу Вильнюс — столицы Литовской ССР. Название дано в память об участии литовских архитекторов в планировке района Ясенево. Проходит от Литовского бульвара с Новоясеневским проспектом далее пересекает Голубинскую улицу, превращаясь в тупик. Нумерация домов начинается от Новоясеневского проспекта. Длина — более 1,3 км. Бывший проектируемый проезд № 5406. Первоначально (согласно Решению Исполнительного комитета Московского городского Совета народных депутатов от 11 октября 1978 года № 3212) планировался на участке проектируемый проезд № 5297 (Новоясеневский проспект) — проектируемый проезд № 5405 (Голубинская улица).
Рядом находится Ясеневский лесопарк.
Со стороны тупика находится Голубинский пруд.

## Транспорт
Ближайшая к Вильнюсской улице станция метро — «Ясенево». Между Новоясеневским проспектом и Голубинской улицей проходят автобусы 264, т72.